# Litošice
Litošice jsou obec v okrese Pardubice v Pardubickém kraji. Žije zde 163 obyvatel.

## Historie
První písemná zmínka o obci pochází z roku 1167.

### Kauza obora
V Litošicích u Přelouče vzniká bez povolení v lese obora pro zvěř. Místní se bojí, že se pro ně kvůli tomu les uzavře.
únor 2018
Obec Litošice zveřejnila Otevřený dopis a své nesouhlasné stanovisko k záměru stavby oplocení společností Enlino a.s. - oplocení o délce takřka 10 km a rozloze více než 330 ha. Obec se o záměru dověděla až ze žádosti o vyjádření k projektové dokumentaci projekční kanceláří AURUM s.r.o.
červenec 2020
Česká inspekce životního prostředí našla  567 m3 kůrovcových souší po opuštění kůrovci. Inspekce uložila firmě Enlino za porušení zákona o lesích pokutu 200 tisíc korun. Za obdobný delikt uložil už dříve pokutu společnosti také Městský úřad Přelouč.
listopad 2022
Firma Enlino ohradila už stovky hektarů lesů na úpatí Železných hor. Oplocená plocha zabírá asi třetinu katastru obce. Krajina se tak stává neprůchodnou pro lidi i pro migrující zvěř. Podle stavebního úřadu jde o nelegální stavbu, ploty ale dál přibývají.
únor 2022
Stavební úřad vyzval majitele pozemku, společnost Enlino, aby práce zastavil. Podle místních se tím firma ale neřídí.

## Obyvatelstvo
| Rok            | 1869 | 1880 | 1890 | 1900 | 1910 | 1921 | 1930 | 1950 | 1961 | 1970 | 1980 | 1991 | 2001 | 2011 | 2021 |
| -------------- | ---- | ---- | ---- | ---- | ---- | ---- | ---- | ---- | ---- | ---- | ---- | ---- | ---- | ---- | ---- |
| Počet obyvatel | 350  | 360  | 357  | 380  | 401  | 385  | 320  | 234  | 206  | 163  | 117  | 101  | 98   | 138  | 161  |
| Počet domů     | 52   | 54   | 56   | 61   | 65   | 66   | 71   | 71   | 65   | 62   | 47   | 73   | 77   | 80   | 89   |

## Obecní správa
Mezi lety 1869–1985 Litošice byly obcí v okrese Čáslav (1890–1930), poté v okrese Přelouč (1950) a později v okrese Pardubice. Od 1. ledna 1986 do 23. listopadu 1990 patřily jako část města k Přelouči a od 24. listopadu 1990 jsou opět samostatnou obcí.

### Části obce
- Litošice
- Krasnice

### Obecní symboly
Znak a vlajka byly obci uděleny rozhodnutím předsedy Poslanecké sněmovny Parlamentu České republiky dne 6. června 2017.